# آنته گوتووینا
آنته گوتووینا (کرواتی: Ante Gotovina؛ زادهٔ ۱۲ اکتبر ۱۹۵۵) یک نظامی بازنشسته اهل کرواسی و از نظامیان سابق لژیون خارجی فرانسه است.وی بیشتر به‌دلیل عملیات طوفان مشهور است.
در سال ۲۰۰۱، دادگاه بین‌المللی کیفری یوگسلاوی سابق وی را به جنایت علیه بشریت و جنایت جنگی در جریان عملیات طوفان و پس از آن در جنگ استقلال کرواسی تحت‌تعقیب قرارداد.در دسامبر ۲۰۰۵ پس از ۴ سال زندگی مخفیانه در جزایر قناری دستگیر شد.در ۱۶ نوامبر ۲۰۱۲ محکومیت وی توسط هیئت تجدیدنظر در دادگاه لغو شد و او از زندان آزاد شد.